# 古川未央那
古川 未央那（こがわ みおな、12月14日 - ）は、日本の女性声優。青森県出身。プロダクション・エース所属。

## 来歴
青森県警の女性警察官であったが専門学校デジタルアーツ仙台声優科へ入学。在校中に仙台市地下鉄東西線開通記念ドラマ『We are The champions!!!』やゲーム『MONOTO-SITUATION』などの出演歴がある。
卒業後はプロダクション・エースへ入所し、2019年4月よりアニ☆ゆめ project姉妹ユニットの8人組「ラブボム」へ加入する。同年10月に開催された「ファンタジア文庫大感謝祭2019」では公式コスプレイヤーとして参加した。

## 出演

### テレビアニメ
- 宇崎ちゃんは遊びたい!（2020年）
- デート・ア・ライブ シリーズ（2022年 - 2024年、葉桜麻衣） - 2シリーズ[一覧 1]
- 「艦これ」いつかあの海で（2023年、倉橋）
- 神達に拾われた男2（2023年、生徒7）

### ゲーム
- MONOTO-SITUATION（2016年、女子自治会員A[2]）
- エコーズオブパンドラ（2020年）[3]
- デート・ア・ライブ 蓮ディストピア（2020年、葉桜麻衣）
- 艦隊これくしょん -艦これ-（2022年、早潮、倉橋）[4]
- 誓約少女 〜祝砲の元に集いし戦姫たち〜（2023年、溟海のフッド、ハウ、デューク・オブ・ヨーク）
- ヘブンバーンズレッド（2023年、習志野ドーム住人）

### 舞台
- リーディング＆ダンス公演 『ダーティー・クラウズ』（2025年6月20日-21日、新宿シアターモリエール）- 小鳥遊瑞己 役[5]

### その他
- ドラマ「WE are the Champions!!」（2015年、宮城テレビ放送）
- 360°VRホラードラマ 『怨みの家』 (2016年、Youtube)
- “きみと見た星の物語“ 春のポラリス[6]（2020年、コニカミノルタプラネタリウム）
- Cheer球部!（月刊ホビージャパン読者参加企画、2020年 - 2022年、山科ほたる[7]）
- 御室ムスメ（2020年、安楽瑠璃[8]）

## ディスコグラフィ

### キャラクターソング
| 発売日         | 商品名                                                                                          | 歌                       | 楽曲                         | 備考                  |
| -------------- | ----------------------------------------------------------------------------------------------- | ------------------------ | ---------------------------- | --------------------- |
| 2020年11月25日 | HIT&CHEER!                                                                                      | Cheer球部！              | 「HIT&CHEER!」               | 『Cheer球部！』関連曲 |
| 2021年3月31日  | ダイヤみたいなGLORY DAYS                                                                        | Qace                     | 「ダイヤみたいなGLORY DAYS」 | 『Cheer球部！』関連曲 |
| 2021年3月31日  | ダイヤみたいなGLORY DAYS                                                                        | 山科ほたる（古川未央那） | 「OVERFLY」                  | 『Cheer球部！』関連曲 |
| 2021年9月29日  | Power of Voice/輝きはここにある                                                                 | Qace                     | 「Power of Voice」           | 『Cheer球部！』関連曲 |
| 2021年12月22日 | Cheer球部！ユニットミニアルバム                                                                 | ラピスラズリ             | 「Deep Blue Moon」           | 『Cheer球部！』関連曲 |
| 2022年3月30日  | Cheer球部！トップオブダイヤモンド 2nd Battle CD「薄紅のカノン / アーティスティック☆ドリーマー」 | Qace                     | 「薄紅のカノン」             | 『Cheer球部！』関連曲 |

### シリーズ一覧
1. ↑  第4期『IV』（2022年）、第5期『V』（2024年）

### ユニットメンバー
1. 1 2  援川千明（伊藤梨花子）、春原珠希（田中有紀）、水城アリサ（須藤叶希）、古村伊織（飯野美紗子）、川端華（鈴木陽斗実）、長宮小町（神戸光歩）、真田歩（片平美那）、入野沢さくら（岩淵桃音）、山科ほたる（古川未央那）、瑞野磨子（藍本あみ）
2. 1 2  援川千明（伊藤梨花子）、春原珠希（田中有紀）、水城アリサ（須藤叶希）、古村伊織（飯野美紗子）、川端華（戸張琴子）、長宮小町（神戸光歩）、真田歩（片平美那）、入野沢さくら（逢来りん）、山科ほたる（古川未央那）、瑞野磨子（藍本あみ）
3. ↑  水城アリサ（須藤叶希）、古村伊織（飯野美紗子）、山科ほたる（古川未央那）